# Teleforce
Teleforce — излучатель пучка заряженных частиц, который изобрёл Никола Тесла после изучения генератора Ван де Граафа. Тесла говорил, что это оружие может быть использовано как против наземной пехоты, так и против самолётов. Оно было упомянуто в статьях New York Sun и The New York Times 11 июля 1934 года. Пресса называла их «лучами мира» и «лучами смерти».

## Введение
Термин «Teleforce» означает излучатель пучка заряженных частиц, который изобрёл Тесла после изучения генератора Ван де Граафа.
Тесла дал следующее описание действию ускорительного оружия:
[Наконечник] будет посылать концентрированные пучки частиц через воздух с такой огромной энергией, что они будут способны сбить флот из 10000 самолетов противника на расстоянии 200 миль от границ обороняющейся нации и уничтожить целые армии на марше.
Записи Тесла указывают, что устройство основано на узком пучке небольших частиц вольфрама, которые ускоряются при помощи высокого напряжения (посредством устройства похожего на его усилительный передатчик). Частицы, выпущенные из трубы электростатическим отталкиванием, способны лететь со скоростью в 48 раз превышающей скорость звука.
В своём письме Дж. П. Моргану от 29 ноября 1934 года Тесла описывает оружие:
Я недавно сделал открытия неоценимого значения... Летательный аппарат полностью деморализовал весь мир, особенно в таких городах как Лондон и Париж, люди в смертельном страхе от воздушных бомбардировок. Новое средство, которые я улучшил, создает абсолютную защиту против этих и других форм атак... Эти новые открытия, которые я провел экспериментально в ограниченном масштабе, произвели огромное впечатление. Одной из наиболее острых проблем, по-видимому, является оборона Лондона, и я написал некоторым влиятельным друзьям в Англии, надеясь, что мой план будет принят без промедления. Русским очень хочется обезопасить свои границы от японского вторжения, и я сделал им предложение, которое серьезно рассматривается.

## Технология
В целом технология устройства состоит в следующем:
- Аппарат для демонстрации энергии в воздухе, а не в высоком вакууме как в прошлом.
- Механизм, генерирующий огромную электрическую силу.
- Средство усиления электрической силы, созданной в механизме, генерирующем электрическую силу.
- Новый метод получения огромной электрической отталкивающей силы. Это будет излучатель, или оружие, данного изобретения.[9][10]

Труба будет излучать пучок сильно заряженных частиц без рассеивания даже на большом расстоянии. Поскольку поперечное сечение носителей заряда может быть снижено почти до микроскопических размеров, а заряженные частицы могут самофокусироваться при помощи «газовой фокусировки», может быть достигнута огромная концентрация энергии независимо от расстояния. В 1940 году Тесла оценивал стоимость каждой станции в 2 млн долларов, которые могут быть построены в течение считанных месяцев.
Тесла утверждал, что работал над оружием направленной энергии с начала 1900-х годов до своей смерти. В 1937 году на обеде, устроенном в честь его лучей смерти, Тесла заявил: «Но это не эксперимент… Я построил, продемонстрировал и применил его. Пройдет совсем немного времени и я смогу показать его всему миру».
В 1937 году Тесла написал трактат «Искусство излучения направленной бездисперсной энергии в природных средах» об оружии на пучках заряженных частиц. Тесла выпустил документ в попытке объяснить технические детали «супероружия, которое положит конец войне». Этот трактат находится в настоящее время в музее Николы Теслы в Белграде. Он описывает вакуумную трубу с открытым концом, которая позволяет частицам излучаться, метод зарядки частиц в миллионы вольт, и метод создания и направления бездисперсного потока частиц (посредством электростатического отталкивания). Тесла пытался заинтересовать в данном приборе Министерство обороны США, Великобританию, СССР и Югославию.
Тесла утверждал, что во время переговоров были попытки украсть изобретение. Его комната была взломана, а его документы были тщательно изучены, но воры, или шпионы, остались с пустыми руками. Он говорил, что нет никакой опасности, что его изобретение может быть украдено, поскольку у него не было времени описать его на бумаге. Детальная схема оружия «Teleforce» была у него в голове.